# WISE 0855–0714

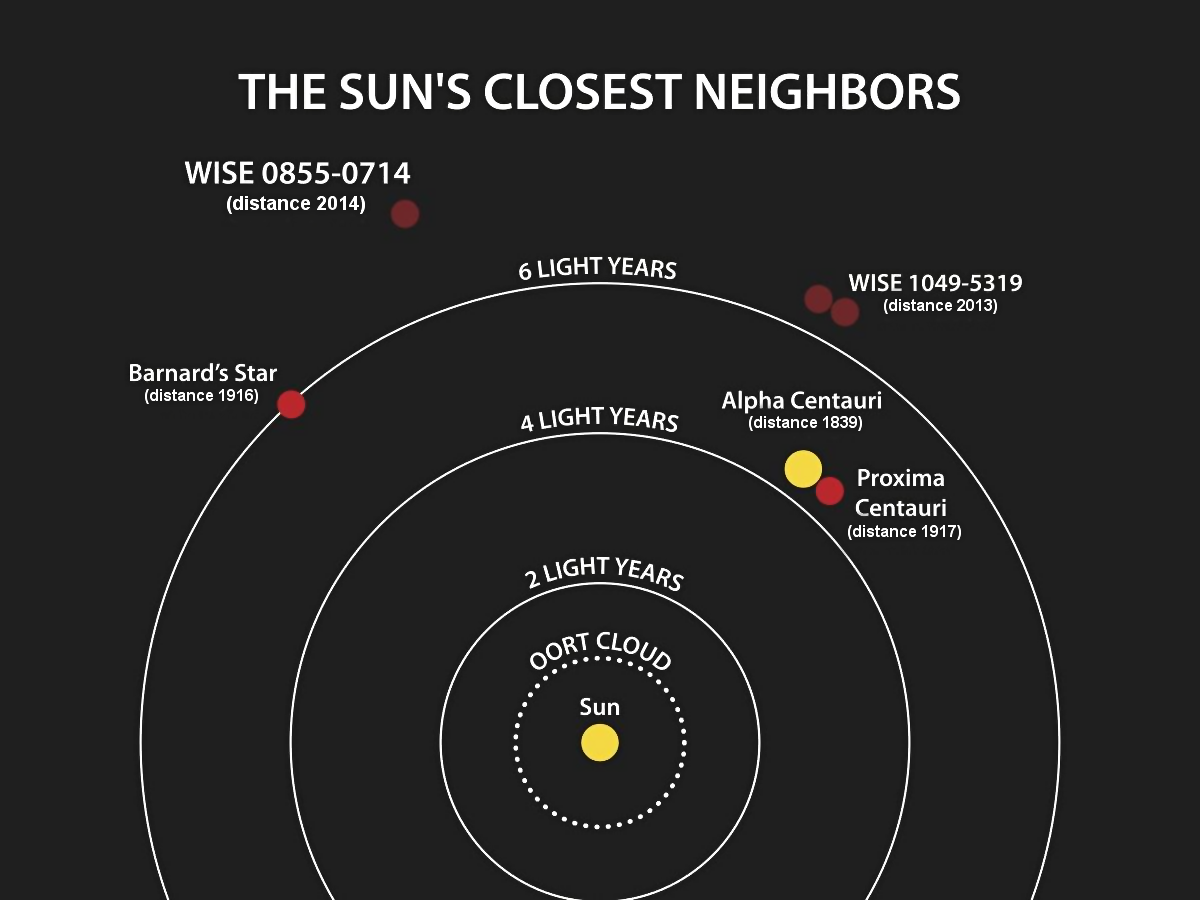
A Naphoz legközelebbi csillagok, köztük a WISE 0855–0714

A WISE 0855–0714 (teljes jelölése: WISE J085510.83–071442.5) egy szub barna törpecsillag 7,175 fényév távolságban, a Hydra csillagképben.

## Felfedezése
Felfedezése 2013 márciusában történt, majd a megfigyelések ellenőrzése következett, amit a Spitzer űrtávcsővel és a Gemini South telescope-pal végeztek (Cerro Pachon, Chile).
2014 áprilisában jelentették be. Az adatok megerősítése a WISE űrtávcső (Széles látószögű infravörös felmérő felfedező műhold) adatainak elemzésével történt.

## Leírása
Ez a harmadik legnagyobb sajátmozgással rendelkező csillag, és a negyedik legnagyobb parallaxissal rendelkezik (felfedezését ez nagyban megkönnyítette). Ez a leghidegebb ismert barna törpe, felszíni hőmérséklete a becslések szerint 225-260 kelvin. Tömege 3-10 jupitertömegnek felel meg. Ez a tömeg a barna törpék szokásos tömegénél kisebb. Valószínűleg a Jupiterhez hasonlóan gázóriás lehet.

## Nevének eredete
A WISE űrtávcsővel való felfedezése miatt kapta a jelölését. A számok az ekvatoriális koordináta-rendszerben meghatározott helyét adják meg: WISE J085510.83–071442.5, rektaszcenzió = 08h 55m 10.83s; deklináció = −07° 14′ 42.5".

## Megfigyelése
Csak infravörös űrtávcsővel lehetséges.

## Érdekességek
Kevin Luhman, a Pennsylvania State University csillagásza (Center for Exoplanets and Habitable Worlds, University Park) által végzett képelemzések szerint kizárható, hogy a Naprendszerben létezne egy nagy tömegű, titokzatos égitest, amit egyesek Nemesis, vagy Planet X néven említenek.

## Fordítás
- Ez a szócikk részben vagy egészben  a   WISE 0855–0714 című angol Wikipédia-szócikk fordításán alapul.  Az eredeti cikk szerkesztőit annak laptörténete sorolja fel. Ez a jelzés csupán a megfogalmazás eredetét és a szerzői jogokat jelzi, nem szolgál a cikkben szereplő információk forrásmegjelöléseként.